# 98 (число)
98 (дев'ятдеся́т ві́сім; також рос. дев'яно́сто вісім) — натуральне число між  97 та  99.

## У математиці
- Найменше з чисел, п'ять перших кратних якого містять цифру 9.

## У науці
- Атомний номер  каліфорнію.

## В інших областях
- 98 рік, 98 рік до н. е., 1998 рік.
- ASCII-код символу «b».
- 98 - Код ГИБДД-ДАІ Санкт-Петербурга.
- Операційна система Windows 98.
- 98 мм - максимальний діаметр циліндрів в двигуні  Формули-1.